# Лахари

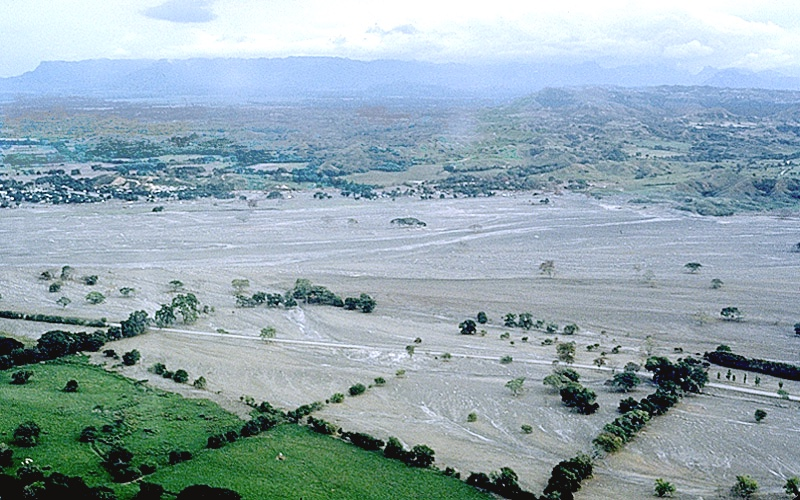
Лахар, що виник при виверженні вулкану Невадо-дель-Руїс (1985) і знищив місто Армеро в Колумбії.

Лахари (рос. лахары, англ. lahars, volcanic mudflows; нім. Lahare m pl) — грязьові потоки, що виникають при змішуванні вулканічного матеріалу з водами кратерних озер, дощовою водою або водою, що утворюється внаслідок танення льоду або снігу на схилах вулкана.
Розрізняють гарячі лахари, насичені гарячим пірокластичним матеріалом, і холодні лахари, що складаються з пухкого вулканічного матеріалу, не пов'язаного безпосередньо з виверженням.
Лахари можуть бути надзвичайно руйнівними: вони можуть текти десятки метрів на секунду, відомо, що вони мають глибину до 140 метрів, а великі потоки мають тенденцію руйнувати будь-які споруди на своєму шляху. До відомих лахарів належать лахари на горі Пінатубо та Невадо-дель-Руїс, останній з яких убив тисячі людей у місті Армеро (Колумбія).

## Етимологія
Слово «лахар» має яванське походження. Німецький геолог Беренд Джордж Ешер (1885–1967) увів його як геологічний термін у 1922 році.

## Загальний опис
Слово лахар є загальним терміном для текучої суміші води та пірокластичного сміття. Це не відноситься до конкретної реології або концентрації осаду.[4] Лахари можуть відбуватися як звичайні потоки (концентрація осаду менше 30 %), гіперконцентровані потоки (концентрація осаду між 30 і 60 %) або потоки сміття (концентрація осаду перевищує 60 %). Дійсно, реологія та подальша поведінка лахару можуть змінюватися в місці та часі в рамках однієї події, внаслідок змін у надходженні осаду та водопостачання. Лахари описуються як «первинні» або «син-еруптивні», якщо вони виникають одночасно з первинною вулканічною діяльністю або викликані нею. «Вторинні» або «після виверження» лахари виникають за відсутності первинної вулканічної активності, наприклад, в результаті опадів під час пауз у активності або під час спокою.
На додаток до їхньої змінної реології, лахари значно відрізняються за величиною. Оцеола Лахар, що утворився на горі Рейнір у сучасному Вашингтоні приблизно 5600 років тому, призвів до утворення стіни мулу глибиною 140 метрів у каньйоні Білої річки та охопила площу понад 330 км². загальний об'єм 2,3 км³. Лахар уламкового потоку може стерти практично будь-яку структуру на своєму шляху, тоді як лахар гіперконцентрованого потоку здатний прокладати власний шлях, руйнуючи будівлі, підриваючи їх фундамент. Лахар із гіперконцентрованим потоком може залишити на місці навіть слабкі хатини, водночас затопивши їх у мулі, який може затвердіти майже до бетону. В’язкість лахара зменшується, чим довше він тече, і може ще більше розріджуватися під час дощу, утворюючи суміш, схожу на плинний пісок, яка може залишатися псевдозрідженою тижнями та ускладнювати пошуково-рятувальні роботи.
Лахари відрізняються за швидкістю. Невеликі лахари шириною менше кількох метрів і глибиною кілька сантиметрів можуть текти зі швидкістю кілька метрів за секунду. Великі лахари шириною в сотні метрів і глибиною можуть текти кілька десятків метрів на секунду (40 км/год., або більше), надто швидко, щоб люди могли втекти. На крутих схилах швидкість лахара може перевищувати 200 кілометрів на годину. Лахар може спричинити катастрофічні руйнування на потенційному шляху понад 300 кілометрів.
Лахари від виверження Невадо-дель-Руїс у 1985 році в Колумбії спричинили трагедію Армеро, поховавши місто Армеро під 5 метрами бруду та уламків і вбивши приблизно 23 000 людей. Лахар спричинив катастрофу Тангіваї в Новій Зеландії, де 151 людина загинула після того, як експрес-поїзд напередодні Різдва впав у річку Вангаеху в 1953 році. Лахари спричинили 17 % смертей, пов'язаних з вулканом, між 1783 і 1997 роками.

## Спускові механізми

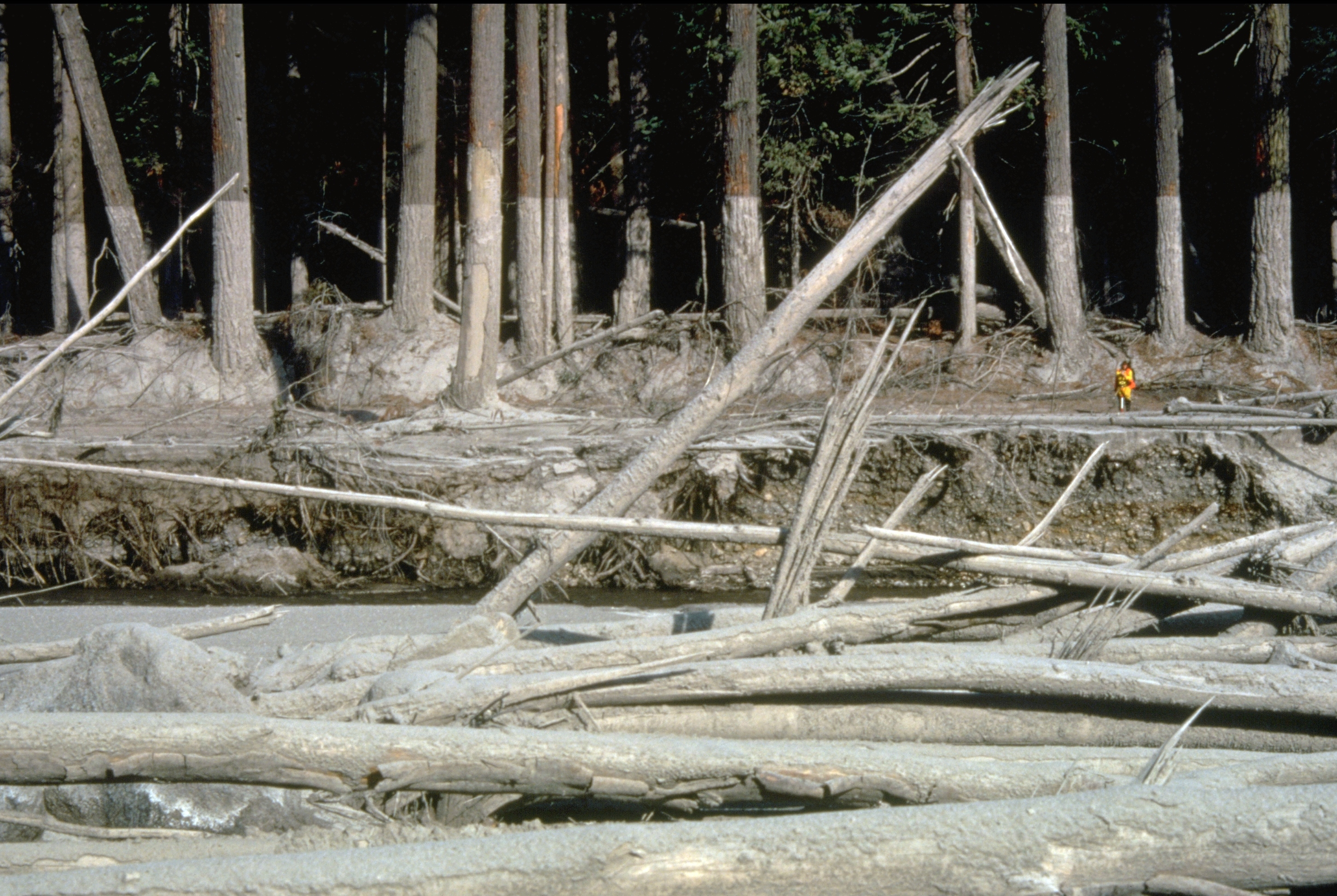
Наслідки проходження лахара.

Лахари мають кілька можливих причин:
- Сніг і льодовик можуть бути розтоплені лавою або пірокластичним сплеском під час виверження.
- Лава може вивергатися з відкритих отворів і змішуватися з вологим ґрунтом, брудом або снігом на схилі вулкана, утворюючи дуже в’язкий високоенергетичний лахар. Чим вище схил вулкана, тим більшу гравітаційну потенціальну енергію матимуть потоки.
- Повінь, спричинена льодовиком, проривом озера або сильними дощами, може спричинити лахари, які також називаються льодовиковим потоком.
- Вода з кратерного озера може поєднуватися з вулканічним матеріалом під час виверження.
- Сильні опади можуть мобілізувати неконсолідовані пірокластичні відкладення.

Зокрема, незважаючи на те, що лахари зазвичай пов’язані з наслідками вулканічної активності, лахари можуть виникати навіть без будь-якої поточної вулканічної активності, доки існують сприятливі умови, щоб спричинити обвал і переміщення бруду, що походить з існуючих  покладів вулканічного попелу.
- Сніг і льодовики можуть танути в періоди від м'якої до спекотної погоди.
- Землетруси під вулканом або поблизу нього можуть розхитувати матеріал і спричинити його обвал, викликаючи лавину лахара.
- Опади можуть призвести до того, що ще навислі плити затверділого бруду мчать зі схилів зі швидкістю понад 30,0 км/год, спричиняючи руйнівні результати.

## Галерея

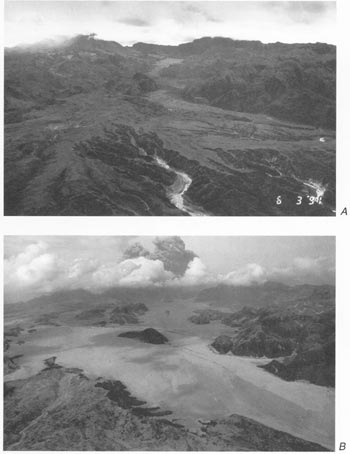
Фотографії річкової долини до і після заповнення лахарами з гори Пінатубо.
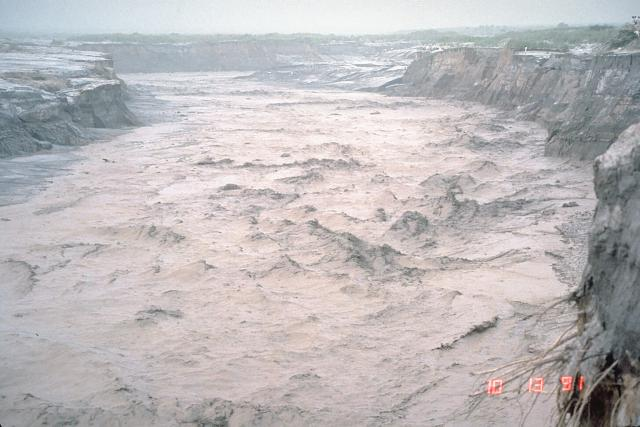
Лахар тече на горі Пінатубо